# Građa mišića

## Poprečnoprugasti mišići
Poprečnoprugasti mišići(skeletni mišići) se obično hvataju na kostima i prelaze preko nekog zgloba, tako da njihovom kontrakcijom dolazi do primicanja hvatišta. Ono se naziva tako jer pod mikroskopom daju efekt poprečene ispruganosti, a javlja se zbog posebne ultrastrukture miofibrila koje se nalaze u sarkoplazmi (citoplazmi mišića). Poprečnoprugastih mišića ima u tijelu preko 600 i većina su parni mišići. Poprečnoprugasto mišićje tvori oko 40% ukupne težine tijela(8% je glatko i srčano mišićje).

## Mišićno tkivo
Mišićne stanice su duge i tanke i često se zovu mišićnim vlaknima. To vlakno je u biti multinuklearna stanica s velikim brojem jezgara što varira s obzirom na dužinu samog vlakna. Vlakno ima oblik cilindra sa zaobljenim krajevima koji završavaju u vezivnom tkivu tetive. Ona se međusobno pružaju usporedno pa tako na poprečnom presjeku imaju kružan ili poligonalan oblik s promjerom od 10 do 100 mikrometara. Duga su od 1 milimetra pa sve do 30 cm, a neka mogu biti duga kao i sam mišić. Sastoje se od citoplazme, koja se zove sarkoplazma, više jezgara i stanične ovojnice, sarkoleme. Sarkolema ima dva sloja. Unutrašnji je stanična membrana, plazmalema, a vanjski sloj je bazalna membrana koja predstavlja vezu s endomizijem. Jezgre su spljoštene i periferno postavljene (samo u poprečnoprugastom mišiću. Dužinom vlakna u sarkoplazmi se pružaju mišićna vlakanca odnosno miofibrile. Okružene su mrežom srakoplazmatskog retikuluma i sustavom T tubula. Između miofibrila, a posebice ispod stanične membrane nalaze se mitohondriji koji služe za dobivanje energije u stanici, a u samoj sarkoplazmi je pohranjena i velika količina glikogena. Sve to, omgućuje mišićnom vlaknu kao osnovnoj jedinici mišićnog tkiva da se može skratiti i rastegnuti za polovicu svoje dužine od one u mirovanju. Mišićno tkivo nema svoje međustanične tvari, ali je između vlakana uloženo rahlo vezivno tkivo.

## Stroma mišića
Mišić se kao parenhimatozni organ sastoji od mišićnog tkiva i strome. Stromu čini to vezivo koje mišićna vlakna povezuje u organiziranu jedinicu, dajući mu oblik, a osigurava dovod krvnih žila, limfnih žila i živčanih vlakana do svakog mišićnog vlakna. Volumni udio strome u mišiću je 10 do 40 %. Oko savakog vlakna nalazi se rahlo vezivno tkivo, endomysium (endomizij). U njemu se nalaze kapilare koje anastomoziraju i živčano vlakno koje pristupa na motornu ploču na površini vlakna. Vlakna se udružuju u snopiće koji su isto obavijeni vezivom, kojeg čini neformirano vezivno tkivo, a zove se perimysium (perimizij). I tu se nalaze žile i živci. A oko cijelog mišića je isto sloj vezivnog tkiva, epimysium (epimizij). On je povezan s ovojnicom od formiranog vezivnog tkiva, a zove se fascija. Mišiće omataju i čvršće vezivne ovojnice, fasciae musculorum. Mišići sa sličnim djelovanjem obično se udružuju u skupine, a nalaze se u odjeljcima, compartimenta, koje odjeljuju vezivne pregrade odgovarajuće fascije koja obavija taj dio tijela.

## Kontrakcija
Mišić je putem živčanih vlakana uključen u živčani sustav i funkciju cijelog organizma. Kada živčani impuls putem živčanog vlakna dođe do motorne ploče koja se nalazi na stanici, nastaje val depolarizacije stanične membrane mišićnog vlakna i pokreće se proces kontrakcije. Mišićno vlakno mijenja dužinu tj. ono se skraćuje, a to skraćivanje omogućuju miofibrile. U svakoj sarkomeri razlikujemo tva tipa mikrofilamenata, a to su aktin i miozin. Pravilan raspored mikrofilamenata omogućuje izgled poprečne ispruganosti ovisno o preklapanju filamenata. Potrebna energija za kontrakciju dolazi iz ATP-a koji nastaje u brojnim mitohondrijima, a interakcijom mikrofilamenata u miofibrili izvodi se kontrakcija.

## Hvatište
Na svakom mišiću razlikujemo njegovo hvatište ili insertio, te glavu, caput, ili trbuh, venter, ovisno o vrsti mišića.Prijašnja anatomska nazivlja razlikovala su polazište, origo, i hvatište, insertio, mišića. Obično se za polazište uzimao proksimalni početak mišića a za završni onaj koji se najčešće pomiče. Budući da djelovanje mišića može biti i na njegovu proksimalnu (početnom) ili distalnu (krajnjem) kraju, novo nazivlje rabi samo izraz insertio, kao općeniti izraz za hvatište mišića na kost. Opisuje se proksimalno i distalno hvatište. Mišići obično prelaze preko bar jednog zgloba (i u nemu vrše kretnju), i hvataju se na krajeve kostiju. Neki se mišići, međutim, hvataju na kožu (mimični mišići lica), a neki na sluznicu (mišići jezika). Neki su mišići učvršćeni za vezivnu ovojnicu (fasciju), a drugi tvore kružne vrpce (vanjski analni sfinkter).

## Pomoćni ustroj mišića

### Mišić i tetiva
Neki mišići su cijelom svojom dužinom mesnati i na kost se hvataju kratkim vezivnim završecima. Većina mišića se na jednoj ili obje strane na kost hvata vezivnom vrpcom. Kad je vrpca okrugla zove se tetivom, tendo, a kad je vrpca pločasta, onda se zove aponeurosis (primjerice, aponeuroze mišića trbušne stijenke). Tetiva je građena od snopa paralelnih kolagenih vlakana koji imaju valovit smjer, a između njih su stisnuti fibrociti. Snopvi vlakana su obavijeni rijetkim vezivom (peritendineum internum), a površinu tetive obavija vezivna ovojnica (peritendineum externum). Kolagena vlakna nisu rastezljiva no zbog valovitog oblika se u kontrakciji mišića mogu izravnati. Na kost se drže tako da uraštaju u periost ili uraštaju direktno u kost preko Sharpeyevih vlakana.
Mišićni trbuh može biti prekinut tetivom, tendo intermedius, tako da mišić ima dva trbuha (primjerice m. digastricus). Tetivne vrpce mogu biti umetnute na više mjesta duž mišićnog trbuha, tako da tvore tetivne intersekcije, intersectiones tendineae (primjerice m. rectus abdominis). Tetivni završetak može biti i u obliku luka, arcus tendineus (primjerice m. soleus). Mišić se može svijati oko koštane izbočine kao kolotur, tako da na njemu opisujemo posebnu tvorbu, trochlea muscularis (primjerice m. obliquus superior bulbi).Mišićni trbuh i vezivna tetiva imaju različite uloge u radu mišića. Tetive mogu izdržati veliko opterećenje, ali su, zbog slabe opskrbe krvlju, jako osjetljive na upalu i mogu odumrijeti. Mišićni dio je elastičniji, bolje prokrvljen i slabije otporan na infekciju. Pretežito mišićni i pretežito tetivni završeci mišića imaju različito djelovanje na kost na koju se hvataju. Mišićna hvatišta su šira a sila se s njih na kost prenosi na veću površinu, tako da ne ostavljaju traga na kosti. Tetivni se završeci vežu na maloj površini tako da se tamo razvijaju velika opterećenja. Zato tetivni završeci mišića izvlače kvrge, grebene i hrapavosti. Tetive su strahovito jake: tetiva poprečnog obujma od 6 cm2 može izdržati masu od 4 do 8 tisuća kilograma. Tetivne niti nisu usporedne nego isprepletene, tako da se sila mišićnog dijela prenosi na sve dijelove tetive.
Mišićne tetive se obično hvataju na proksimalni kraj kosti, blizu osi pokreta. Tako pomažu održavanje krajeva kostiju u zglobu i učvršćuju ih. Kad se kontrahiraju izazivaju pokret distalnog (slobodnog) kraja kosti. Neki se mišići hvataju bliže sredini dijafize kosti, a neki bliže kraju kosti.

### Sinovijalna vreća
Na mjestima gdje tetive prelaze preko tvrdih podloga (kost, hrskavica, ligament ili druga tetiva), nalaze se sinovijalne vreće, bursae synoviales. Sinovijalne vreće su izgrađene od vezivnog tkiva i sadrže tanak sloj tekućine koji smanjuje trenje i omogućuje glatke pokrete mišića. Takva se sinovijalna vreća naziva podtetivnom, bursa synovialis subtendinea. Neke od njih uvijek komuniciraju sa sinovijalnom šupljinom zgloba preko kojega prolaze, primjerice sinovijalna vreća supskapularnog mišića, bursa subtendinea musculi subscapularis.Sinovijalne vreće se mogu nalaziti i između sveza i zglobne čahure, kao što je to slučaj sa subakromijalnom burzom, bursa synovialis subacromialis. Sinovijalna vreća se može nalaziti i ispod kože, bursa synovialis subcutanea. Takve se vreće nalaze na izbočenim dijelovima zgloba koji se jako svijaju i gdje se koža mora brzo micati. Primjer takvih sinovijalnih vreća su ona na olekranonu u lakatnom zglobu (bursa subcutanea olecrani) i ispred patele u koljenskom zglobu (bursa subcutanea prepatelaris). Nalaze se i na mjestima gdje je na kosti ili tetivi postoji jako trenje ili opterećenje, primjerice na peti. Većina takvih potkožnih sinovijalnih je stečena, tj. ne nalazi se u svih ljudi nego samo u onih koji svojim radom prekomjerno opterećuju neka područja.

### Sinovijalna ovojnica
Sinovijalne ovojnice, vaginae synoviales, imaju oblik tuljca i obavijaju tetive na mjestima gdje su izložene trenju opterećenju s dvije ili više strana, primjerice na prednjoj i stražnjoj strani tetive. to se zbiva na šaci, stopalu i ramenu: trenje izaziva koštana podloga na kojoj leži tetiva, te vezivno zadebljanje iznad nje (retinaculum). Kako bi se omogućio velik raspon pokreta tetiva, sinovijalne ovojnice se protežu oko 1 cm iznad i ispod mjesta na kojima nastaje trenje. Sinovijalna vagina se sastoji od dva sloja, visceralnog i parijetalnog. Visceralni(unutarnji) sloj, pars tendinis, obavija samu tetivu i zapravo je srastao s njom. Od parijetalnog(vanjskog) lista, pars parietalis, odvaja ga sloj tekućine koja ublažava trenje i omogućuje pokrete tetive. Visceralni i parijetalni list prelaze jedan u drugi u uzdužnoj osi i kroz taj prostor, mesotendineum, prolaze krvne žile i živci u tetivu. Kad je opseg kretanja tetiva velik, primjerice na dugim pregibačima prstiju, mesotendineum se može proširiti tako da nastane vezivni snopić, vincula tendinum. Tetive dugih pregibača prstiju na šaci i na stopalu imaju, osim sinovijalne, i vezivnu ovojnicu, vagina fibrosa u koju su uložene tetive u sinovijalnoj ovojnici.

## Srčani mišić
Srčano mišićno tkivo izgrađuje miokard, srednji i najvažniji sloj stijenke srca. Osnovna jedinica tkiva je vlakno koje se zove srčana stanica, koja također pod mikroskopom daje efekt poprečene ispruganosti što ga svrstava u grupu poprečno ispruganih mišića. Ono također sadrži miofibrile, ali sarkoplazmatski ratikulum je nešto manje razvijen. Ali funkcionalno je srčani mišić potpuno različit od skeletnog. Srčane se stanice na krajevima spajaju jedna na drugu. Granaju se tvoreći izduljene izdanke kojima se opet povezuju sa susjednim stanicama. Međusobno se spajaju na karakterističana način, a to omogućuju prijelazne ploče (disci intercalares). Dezmosomi mehanički povezuju mišićne stanice i sprječavaju njihovo razdvajanje kod neprekindnih kontrakcija, dok tijesni spojevi omogućuju stalni protok iona. Tako se signal za kontrakciju širi poput vala iz stanice u stanicu. Srčani je mišić tako građen od gusto zbijenih snopova stanica. U pravilu jedna stanica sadrži jednu centralno smještenu jezgru (kod stanice poprečnoprugastog mišića ona je periferno). Tako opisane srčane stanice čine radnu muskulaturu srca. Uz to postoji i provodna muskulatura, a nalazi se u određenoj regiji srca. Zadaća im je stvarati i provoditi impulse na stanice radne muskulature. Takve stanice imaju manje miofibrila, a više sarkoplazme. Prvo područje provodne muskulature čini SA čvor (nodus sinusatrialis) u kojem stanice imaju zadaću stvaranja ritmičkog impulsa (pacemaker). Na granici pretlijetke i klijetke se nalazi još jedan čvor, AV čvor (nodus atrioventricularis). Osim tih ograničenih nakupina stanica tu su i snopovi vlakana koji osiguravaju put prenošenja nastalih podražaja na stanice radne muskulature pretklijetki i klijetki (Hisov snop te lijeva i desna grana). Prema tome impuls u stanicama provodne muskulature nastaje spontano te se iz SA čvora (kod zdravog srca) prenose na stanice radne muskulature. Oko vlakna je vezivo - endomizij kojeg čine fibroblasti, kolagen i retikulinska vlakna, bogata mreža kapilara te živčana vlakna. Ta živčana vlakna ne završavaju na motornoj ploči vlakna jer ih tu nema, ali živac se grana oko mišićne stanice. Zato. koja inerviraju srce u biti služe samo za regulaciju frekvencije srca. Za razliku od skeletnog mišića tu se mogu naći i limfne kapilare. Snopovi vlakana su obavijeni perimizijem.

## Glatko mišićje
Glatko mišićno tkivo je građeno od stanica vretenastog oblika koje su najdeblje u svom središtu, a suzuju se prema krajevima. Jezgra je smještena u sredini stanice (centralno). Ne pokazuje poprečnu ispruganost jer rijetke aktinske i miozinske niti nemaju raspored rešetke kao u skeletnom mišiću. Ovo tkivo tvori srednji sloj stijenke šupljih utrobnih organa (npr. crijevo) koje se zove mišićnica. To tkivo izvodi spore kretnje koje se izvode kontinuirano, spontano i ritmički. Simpatička i parasimpatička vlakna su rijetko prisutna oko mišićnih vlakana, a djeluju također na frekvenciju. Većina stanica se kontrahira spontano, a impuls za kontrakciju se prenosi s vlakna na vlakno preko staničnih veza. To su tijesni spojevi na suženim krajevima miišićnih stanica, a omogućuju kontinuirani prijenos impulsa na sljedeću živčanu stanicu, a u prijašnjoj se dešava relaksacija. Tako nastaje peristaltičko gibanje koje usmjereno potiskuje nekakav sadržaj (npr. probavljenu hranu)